# Lluís Eek Vancells
Lluís Eek Vancells (Barcelona, 28 de agosto de 1932 - Barcelona, 17 de octubre de 2017) fue un químico catalán, profesor universitario e investigador especializado en cromatografía.
Se licenció en Ciencias Químicas por la Universidad de Barcelona (1955) donde se doctoró el 1967. Fue profesor en la Universidad de Barcelona y en la Universidad Politécnica de Cataluña (UPC). Introdujo la cromatografía en la Universidad de Barcelona, donde instaló el primer cromatógrafo de gases, que fue el segundo en Barcelona y el tercero en España. En la Escuela Técnica Superior de Ingeniería Industrial de Barcelona fue director del Centro del Medio Ambiente, una entidad de la Conselleria d'Indústria de la Generalitat de Cataluña en materia de medio ambiente . La investigación de Lluís Eek se puede agrupar en tres líneas fundamentales: química en solución, cromatografía y Química verde.
Compaginó la docencia con el trabajo en Derivados Forestales Grupo XXI, S.L. (GDF), empresa liderada por el empresario catalán Pere Mir y Puig. Como director del Centro de Investigación e Innovación del grupo, fue responsable del desarrollo de los procesos utilizados en las diversas factorías de la empresa, para los que registró numerosas patentes. El año 2008 la Sociedad Española de Cromatografía y Técnicas Afinas le concedió la medalla de la entidad en reconocimiento a su tarea de promoción e impulsión en la utilización de la cromatografía.

## Publicaciones
- Lluís EEK / Mercè CARTAÑÀ (2005): «Conversa sobre la ciència», Colegio Oficial de Químicos de Cataluña, Barcelona. ISBN 84-931970-4-1 (2005)
- D. Barceló; M.T. Galceran; L. Eek: «I Chromosorb 101 and Ethofat 60/25», Chromatography, 12,(1979), p. 725-732.[4]
- D. Barceló; L. Eek: «Pergamon Series on Environmental Science», (Anal. Tech. Enviro. Chem.), 3, (1980), p. 335-343[5]
- D. Barceló; M. T. Galceran; L. Eek: «Porous polymers coated with stationary phases. Contribution of the support to the retention behaviour in gas chromatography»,  Chromatography, (1981), 14, p. 73-82.[6]
- D. Barceló; M.T. Galceran; L. Eek: «Porous polymers coated with stationary phases. Contribution of the support to the retention behaviour in gas chromatography. Chromosorb 102 coated with ethofat, squalane and fractonitril»,  Chromatography, (1986), 21, p. 83-90.[7]
- D. Barceló; M.T. Galceran; L. Eek: «Scannig electron microscopy as an aid in gas chromatography study of porous polymers coated with stationary phases», Journal of Chromatography, 217, (1981), p. 109-123.
- D. Barceló; M.T. Galceran; L. Eek: «Gas chromatographic determination of adsorption terms on chromosorb 102 coated with squalane and fractonitril», VI. Chromatography, 21, (1986), p. 169-174.
- D. Barceló; M.T. Galceran; L. Eek: «Prediction of the net retention volume in gas chromatography using porous polymers coated with different stationary phases»,  Chromatography, 23, (1987), p. 481-486.[8]
- D. Barceló; M.T. Galceran; L. Eek: «Els polímers porosos com a suports en cromatografia de gasos. Efectes dels fenòmens d'adsorció i la seva aplicació», Butlletí de la Societat Catalana de Ciències, IX (1987), p. 105-121.

## Patentes
- Process for the separation of an aqueous mixture of trioxane and formaldehyde and corresponding applications.[9]
- Recovery of cyanuric acid and chlorine from residual waters (11/04/1988)[10]
- Method for producing stabilized solutions of formaldehyde with methanol (10/05/1989)[11]